# Aeroport Internacional Beirut-Rafic Hariri
L'Aeroport Internacional Rafic Hariri de Beirut (àrab: مطار بيروت رفيق الحريري الدولي, Maṭār Bayrūt Rafīq al-Ḥarīrī ad-Duwalī) (codi IATA: BEY, codi OACI: OLBA), abans Aeroport Internacional de Beirut, és un aeroport comercial situat a 9 km del centre de Beirut, en els suburbis meridionals de la capital del Líban. És l'únic aeroport comercial operatiu al país. És l'eix central de la línia aèria nacional Middle East Airlines, més coneguda com a MEA. És també el centre d'operacions de càrrega de Trans Mediterranean Airways, més coneguda com a TMA Cargo, així com de la nova companyia xàrter MenaJet.
És el principal port d'entrada al país (per aire) juntament amb el Port de Beirut (per mar). Va ser seleccionat per la famosa Skytrax Magazine com el segon millor aeroport d'Orient Mitjà, després de l'Aeroport Internacional de Dubai.
L'aeroport és administrat i operat per la Direcció General d'Aviació Civil (DGAC), que depèn del Ministeri d'Obres Públiques i Transports. La DGAC és també responsable de l'explotació del control de tràfic aeri (ATC) de l'aeroport, així com de controlar l'espai aeri del Líban.
El manteniment i conservació general, amb funcions que van des de la neteja de la terminal al manteniment de les pistes, estan a càrrec de Serveis d'Aeroports Orient Mitjà (PIXES), que és una filial de la companyia aèria nacional, Middle East Airlines.
Existeixen plans per substituir la Direcció General d'Aviació Civil (DGAC), per un grup autònom propietat de l'agència libanesa Corporació Libanesa d'Aviació Civil (LCAA), que assumiria les responsabilitats de regulació i supervisió de la seguretat; mentre que un nou grup anomenat Corporació de l'Aeroport Internacional Beirut Rafic Hariri (BRHIAC) assumirà les responsabilitats de gestió i les operacions de l'aeroport.
És un aeroport que ha sofert severs danys durant la Guerra Civil Libanesa i les invasions d'Israel i Síria. El seu nom es deu a Rafic Hariri, Primer Ministre libanès assassinat el 2005.